# Філіп VI (король Іспанії)
Філіп VI, або Феліпе VI (ісп. Felipe VI de Borbón y Grecia; нар. 30 січня 1968, Мадрид) — король Іспанії, син Хуана Карлоса I та Софії Грецької та Ганноверської. Інтронізація відбулася 19 червня 2014 року, наступного дня після офіційного зречення його батька короля Хуана Карлоса І, яке відбулось шляхом підписання прийнятого Генеральними кортесами Іспанії акта про зречення престолу.

## Титул
|  | До вступу на престол мав такі титули: Принц Астурійський (ісп. Príncipe de Asturias), Принц Віанський (ісп. Príncipe de Viana), Принц Жеронський (кат. Príncep de Girona), герцог Монбланський (кат. Duc de Montblanc), граф Серверський (кат. Comte de Cervera), сеньйор Балаґер (кат. Senyor de Balaguer). |

## Народження
Народився у клініці (ісп. Nuestra Señora de Loreto) 30 січня 1968 року у Мадриді. Феліпе — третя дитина у його батьків. Має дві сестри: інфанта Елена (нар.20 грудня 1963 р.) та інфанта Кристина (нар.13 червня 1965 р.)

## Освіта
Інфант Феліпе закінчив середню школу ісп. Santa Maria de los Rosales у 1984 р. у Мадриді. Далі він вчився рік у Канаді у англ. Lakefield College School. 
З вересня 1985 по листопад 1988 Феліпе навчався у Військовій Академії у Сарагосі, Військово-морській школі та в Академії військово-повітряних сил. 
З жовтня 1988 по червень 1993 р. вивчав юриспруденцію та економіку у Мадридському автономному університеті. 
У травні 1995 Феліпе отримав диплом магістра у сфері міжнародних відносин Джорджтаунського університету (США).

## Сходження на престол
2 червня 2014 Хуан Карлос заявив, що він має намір зректися престолу на користь Філіпа. Так як конституція Іспанії не передбачає конкретний механізм зречення і престолонаслідування, 3 червня іспанська Рада Міністрів почала обговорення органічного закону для регулювання переходу влади до Філіпа. Закон повинен був прийнятим більшістю голосів всіх членів Конгресу депутатів, нижньої палати Генеральних Кортесів (парламент). За словами Хесуса Посади, президента Конгресу депутатів, Філіп міг би бути проголошений королем уже 18 червня. 4 червня іспанська газета «El País» повідомила, що Філіп дійсно буде проголошений королем 18 червня.
Філіп зійшов на престол опівночі 19 червня; його батько підписав офіційний документ про зречення кількома годинами раніше. Наступного ранку, після отримання поясу капітан-генерала від свого батька, він офіційно зійшов на престол в ході скромної церемонії проведеної в Конгресі депутатів. Він поклявся дотримуватися Конституції перш ніж Хесус Посада офіційно проголосив його королем. В результаті його вступу на престол він став наймолодшим монархом у Європі, будучи на дев'ять місяців молодшим, ніж король Нідерландів Віллем-Олександр.

## Повноваження
Філіп має досить широкі писані резервні повноваження як король. Він є гарантом Конституції, відповідальним за її дотримання. Водночас він номінально є головою виконавчої влади, очікується, що він буде наслідувати практику свого батька, здійснюючи переважно церемоніальну та представницьку роль і діючи переважно за порадою уряду. Він відзначив те ж саме у своїй промові Кортесам у день інтронізації, сказавши, що буде «лояльним головою держави, готовим слухати та розуміти, попереджати та радити, а також завжди захищати інтереси суспільства». Опитування, проведене газетою «El País», все ж показує, що більшість іспанців бажають, щоб Філіп відігравав більшу роль в політиці. 75 % з опитаних 600 людей заявляють, що вони б поставилися схвально, якби він особисто агітував політичні партії досягти згоди відносно національних проблем. Відповідно до опитування, проведеного газетою «El Mundo», Філіп отримав більше схвалення, ніж його батько до початку свого правління.

## Сім'я
6 листопада 2003 року відбулися урочисті заручини принца Астурійського Феліпе та журналістки Летиції Ортіс Рокасолано. Весілля відбулося 22 травня 2004 року у кафедральному соборі у Мадриді. Вінчання транслювалося телевізійними каналами багатьох країн.

## Діти
- 31 жовтня 2005 року народилася дочка Леонор.
- 29 квітня 2007 року народилася друга дочка Софія.